# Jatagarasu
Jatagarasu (八咫烏) je bytost z japonské mytologie. Má podobu vrány s třema nohama. V šintoismu je uctívána jako strážné božstvo. Výraz jatagarasu znamená „velká osm pídí“.
Původ legendy je odvozován z kultu zlaté sluneční vrány, který je doložen v Číně již v 5. tisíciletí př. n. l. Tři nohy se vysvětlují jako symbolické spojení nebe, země a člověka. Podle japonské mytologie byla vrána průvodcem císaře Džimmua na cestě do provincie Jamato.
Jatagarasu je totemovým zvířetem vesnice Tocukawa v prefektuře Nara. Ve svatyni Kumano Hongú se každoročně 1. ledna konají obřady uctívání tohoto ptáka. Jatagarasu je zmíněna v sérii videoher Touhou Project. Je také vyobrazena na dresech japonské fotbalové reprezentace. Byla po ní pojmenována planetka (9106) Yatagarasu.